# Florian Udrea
Florian Udrea (n. 10 aprilie 1952) este un fost deputat român în legislatura 1992-1996 și în legislatura 1996-2000, ales în județul Vrancea pe listele partidului PDSR. Florian Udrea a devenit deputat neafiliat din iulie 1997. 